# Le roman d'un spahi
Le roman d'un spahi è un film del 1936 diretto da Michel Bernheim. È il remake di Le roman d'un spahi, film del 1914 per la regia di Henri Pouctal.